# Batalla de Montevideo (1843-1851)
La batalla de Montevideo va ser un conflicte armat de la guerra civil de l'Uruguai que va tenir lloc entre 1843 i 1851.
La batalla es va dur a terme entre militants dels partits polítics Colorado i Nacional. Els colorados van ser comandats per Melchor Pacheco y Obes, mentre que els nacionalistes o blancos eren liderats pel Manuel Oribe. La batalla va acabar en victòria per als colorados.